# Villy-le-Pelloux
Villy-le-Pelloux é uma comuna francesa na região administrativa de Auvérnia-Ródano-Alpes, no departamento da Alta Saboia. Estende-se por uma área de 2.97 km². Em 2010 a comuna tinha 979 habitantes (densidade: 329,6 hab./km²).